# Гольфстрим

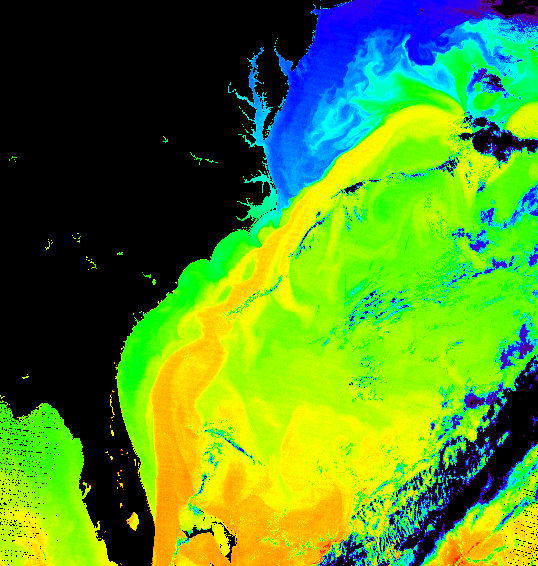
Гольфстрим біля берегів південних штатів США. Води з більшою температурою позначено помаранчевим та жовтим

Гольфстри́м, частіше Гольфстрі́м, іноді Ґольфстрі́м — тепла морська течія в північній частині Атлантичного океану. Разом із північним продовженням у європейському напрямку, Північно-Атлантичною течією, є могутнім теплим океанським потоком. Течія є величезним океанічним конвеєром, що транспортує тепло з екваторіальних районів до півночі. Завдяки Гольфстриму відбувається потужна циркуляція води: теплої — на північ, а холодної — на південь. Теплі води з району екватора доходять майже до самого Полярного кола, по дорозі віддаючи своє тепло.

## Траса

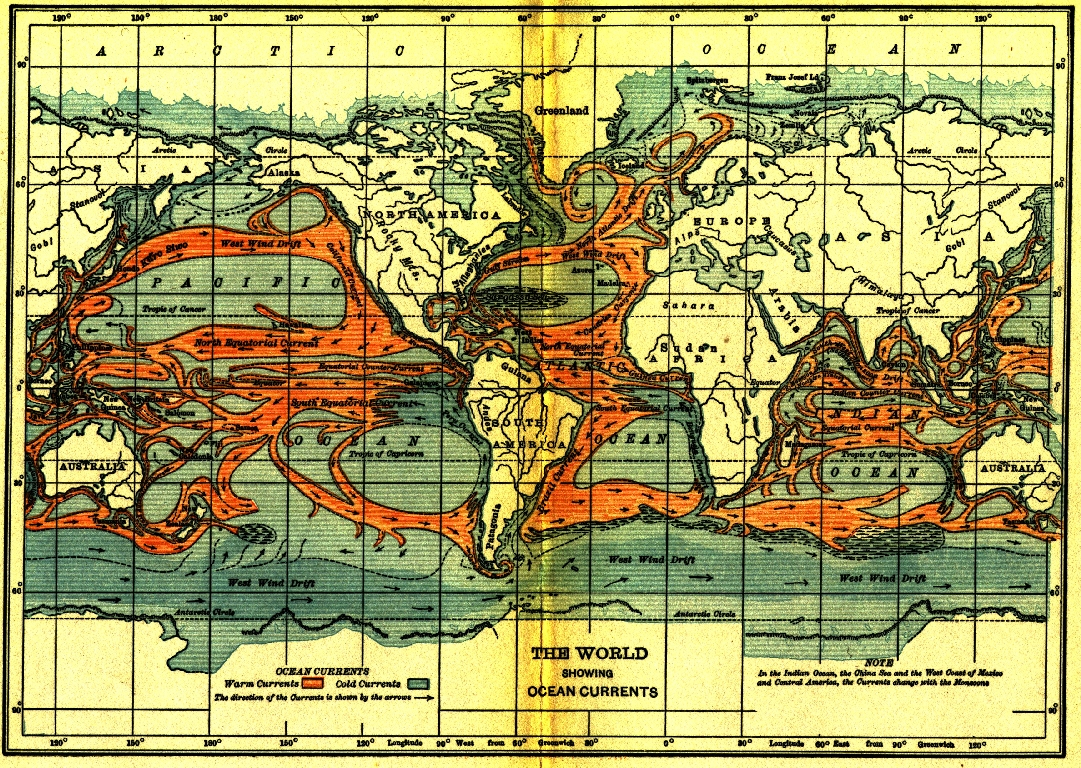
Мапа морських течій, 1911 рік

Від берегів півострова Флориди до островів Свальбард і Нова Земля. Розпочинається у Мексиканський затоці стічними водами Антильської течії, проходить Флоридську протоку і, відхиляючись Великою Багамською банкою ліворуч та приймаючи води Антильської течії, тече вздовж берегової лінії США до Ньюфаундлендської банки. Течія несе великі маси вільно плаваючих водоростей роду саргасум (Sargassum), термофільних тропічних риб (також летючі риби). Біля узбережжя Флориди чіткий кордон течії контрастно відділяє сині (кольору індиго) теплі води від зеленкувато-сірих прибережних прохолодних, проте більш насичених киснем, вод.

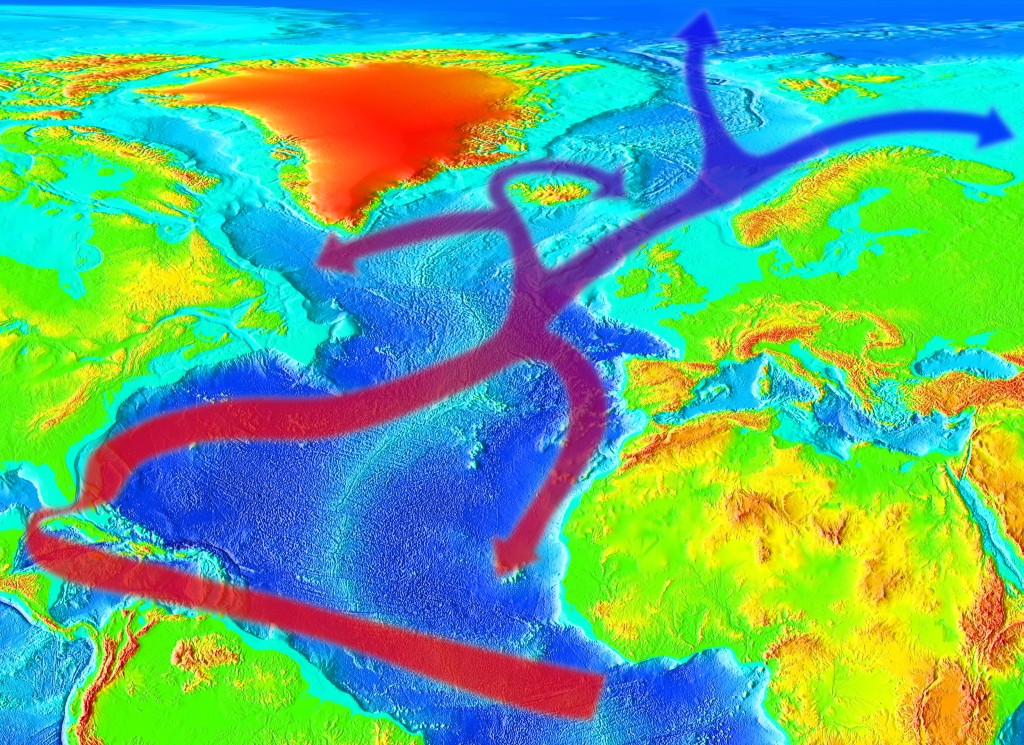
Схема течії Гольфстрим

На південній околиці Ньюфаундлендської банки до Гольфстриму підходить з півночі холодна Лабрадорська течія, на межі з якою відбувається перемішування й опускання поверхневих вод. Також тут зустрічаються холодні північні повітряні маси, що спричиняють тумани.
Перетинаючи Атлантичний океан після проходження Ньюфаундлендської банки (приблизно о 40° західної довготи, 50° північної широти) Гольфстрим поділяється надвоє:
- частина продовжує рух на північний схід (північ Європи) — Північно-Атлантична течія;
- інша частина повертає на південь і рухається вздовж західного узбережжя Європи до Західної Африки — Канарська течія.

Із наближенням до порогів Вайвіла Томсона і Фареро-Ісландського від Північно-Атлантичної течії відділяється гілка — тепла течія Ірмінгера. Менша частина течії Ірмінгера, огинаючи захід і північ Ісландії, заходить у Гренландське море. Більша частина течії Ірмінгера розвернувшись на захід, огинає з півдня Гренландію, і вздовж західного берега під назвою Західно-Гренландської течії прямує до моря Баффіна.
Основний потік Північно-Атлантичної течії прямує до Норвезького моря і далі на північ уздовж західного берега Скандинавського півострова під назвою Норвезької течії. У північній частині Скандинавії від потоку відділяється гілка — Нордкапська течія, яка прямує на схід південною частиною Баренцевого моря.
Основний потік Норвезької течії продовжується на північ, де під назвою Шпіцбергенської течії проходить уздовж західних берегів Шпіцбергена. На північ від Шпіцбергену води течії занурюються на глибину і простежуються в Північному Льодовитому океані під холодними й опрісненими поверхневими водами як тепла і солона проміжна течія.
Теплі води, поступово охолоджуючись вздовж траси, опускаються вниз і знову течуть на південь. Там вони знову нагріваються, піднімаються на поверхню та повертаються на північ.

## Причини утворення

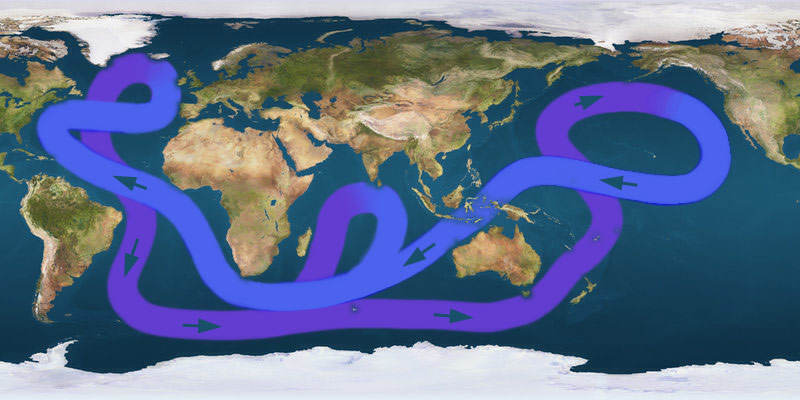
Гольфстрим як частина термохалінної циркуляції Світового океану

Причиною появи течії є великий нагін пасатними вітрами води через Юкатанську протоку до Мексиканської затоки. Саме це спричиняє значну різницю рівня води між затокою і прилеглою частиною Атлантичного океану. На виході в океан потужність течії становить 25 млн м³/с (2160 км³ на добу), що в 20 разів перевищує витрати всіх річок земної кулі. В океані течія з'єднується з Антильською течією, причому потужність Гольфстриму збільшується і на 38° північної широти сягає 82 млн м³/с. Однією з особливостей Гольфстриму є те, що в порушення загальної закономірності рухів у Північній півкулі, течія на виході в океан відхиляється не праворуч під впливом коріолісової сили, а ліворуч. Це обумовлено підвищеним рівнем води океану в антициклональній області в субтропічній частині Атлантичного океану і підпрудженням вод на виході з Мексиканської затоки.
Глобальне потепління послабляє течію внаслідок збільшення об'єму талої прісної води з льодовиків Гренландії й Арктики, а також російських річок, що впадають у північну Атлантику. Останні зменшують солоність води, що створює труднощі для опускання холодної води і, як наслідок, уповільнює роботу механізму, який приводить течію у рух.

## Характеристики вод

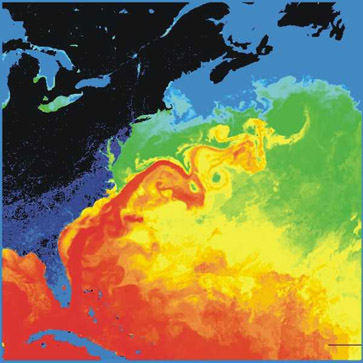
Температурна карта Атлантики. Теплі води позначено червоним кольором

При виході з Мексиканської затоки у Флоридську протоку швидкість переміщення води сягає 80 — 120 морських миль на добу (5-9 км/год). Температура поверхневих вод 27 °C, солоність — 36,5 ‰. В океані Гольфстрим також рухається зі швидкістю 6 км/год (іноді до 10 км/год) в північному напрямку, уздовж краю материкової мілини Північної Америки, а біля мису Гаттерас відхиляється на північний схід, до Ньюфаундлендської банки. Тут його швидкість зменшується до 3-4 км/год. Ширина течії на півдні — 75 км, біля мису Гаттерас — 110—120 км. Товщина потоку — 700—800 м, поступово зменшуючись на північ. Під час руху Гольфстрим утворює численні меандри, а в самому потоці на східному кордоні розвиваються циклічні кругообіги, що можуть відокремлюватись та самостійно рухатись на північ.
Гольфстрим несе великий запас тепла й солей. Середня річна температура води на поверхні становить 25—26 °C, на глибинах 400 м температура 10—12 °C. Солоність 36,2—36,4 ‰, максимальна — 36,5 ‰, спостерігається на глибині 200 м.
Витрати води Гольфстримом становлять 50 млн м³/с з тепловою потужністю 1,4 • 1015 Ват. Це дорівнює потужності 1 млн сучасних АЕС.

## Вплив

Мапа кордону поширення постійної криги в Північному Льодовитому океані у вересні та березні

Гольфстрим впливає на клімат східного узбережжя Північної Америки від Флориди до Ньюфаундленду і західного узбережжя Європи. Система теплих течій Гольфстриму також значно впливає на гідрологічні та біологічні характеристики як морів, так і власне Північного Льодовитого океану. Маси теплої води обігрівають повітряні маси над ними, які західні вітри переносять до Європи. Відхилення температури повітря від середніх широтних величин у січні у Норвегії сягають 15-20 °C, у Мурманську — більше 11 °C.

## Залежність від вітрів
Зміни температури води в потоці залежать від коливань сили пасатних вітрів, що наганяють теплі тропічні води в Мексиканську затоку. Посилення північно-східного пасату позначається на підвищенні температури Гольфстриму через 3—6 місяців, а посилення південно-східного пасату — через 6—9 місяців. За підвищенням температури наступають періоди охолодження, пов'язані з тим, що посилення пасатів одночасно спричинює охолодження поверхні океану. Біля берегів Африки піднімаються з глибин холодні води. Періоди зниження температури Гольфстриму відбуваються через 9—11 місяців після посилення північно-східного пасату і через 10—12 місяців після посилення південно-східного пасату.

## Дослідження

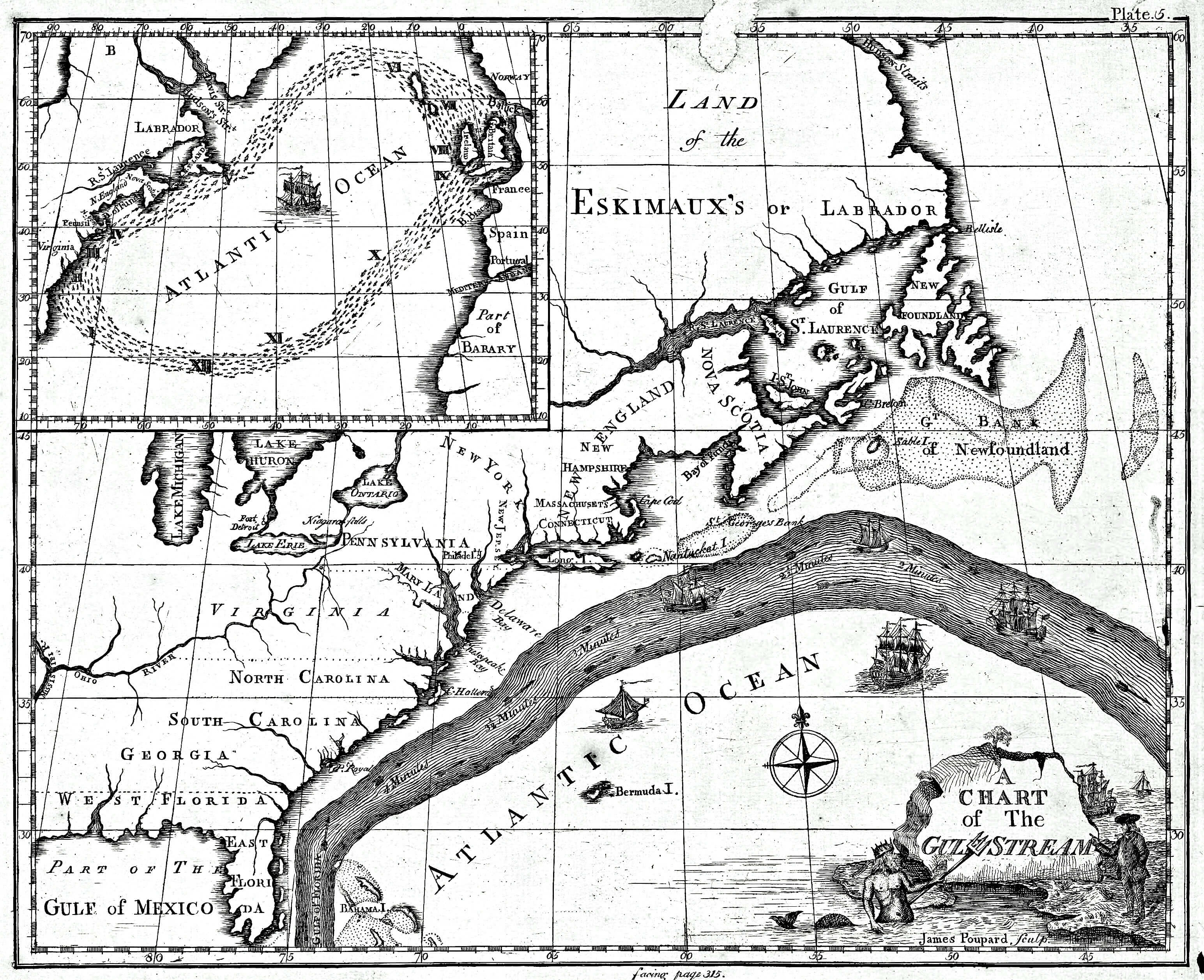
Карта Гольфстриму Бенджаміна Франкліна (1770 р.)

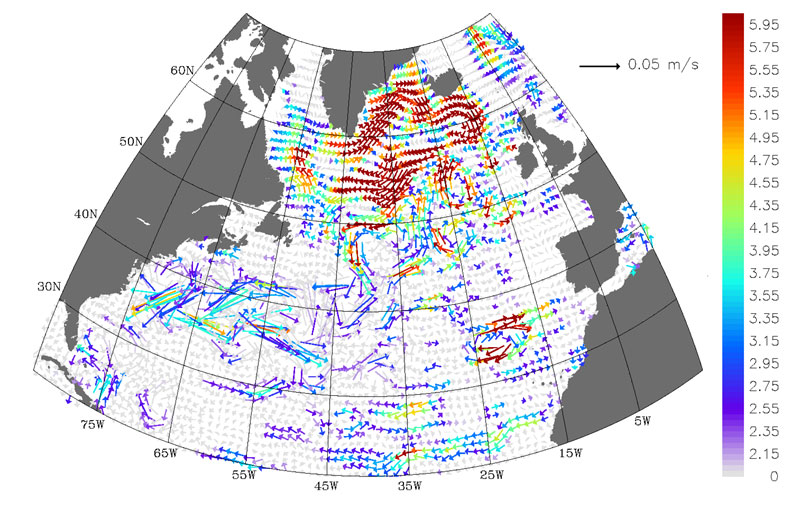
Тренд змін швидкостей та напрямків поверхневих рухів води в Північній Атлантиці. Період досліджень 1992–2002 рік

Течію відкрила в 1513 році іспанська експедиція Понсе де Леона. Перші дослідження течії були розпочаті з посиленням судноплавства біля берегів Північної Америки у XVIII ст.. У 1768 році Бенджамін Франклін зацікавився тим фактом, що поштові кораблі з Англії йдуть до Америки північним шляхом на кілька тижнів довше ніж південним напрямком. Складена ним карта була видана в 1770 році в Англії, у 1778 році у Франції, у 1786 році в Сполучених Штатах Америки. Саме він дав течії назву — «течія із затоки» (англ. Gulf Stream).

### Дослідження XIX століття
- (англ.) Report of the U. S. Coast Survey (1866);
- (нім.) Kohl, Geschichte d. G.-s. u seiner Erforschung (1868);
- «Mitt. Peterm.» (1870);
- (англ.) Wind and current charts of the British admiralty (1873);
- (англ.) Thomson, Depths of the sea, (1874);
- (рос.) Известия об экспедиции Challenger'a в «Mitt. Peterm.» (1874);
- (англ.) Thomson, The Atlantic (1877);
- (нім.) Krümmel, Die Atlantischen Meeresströmmungen («Zeitschr. f. Wissenschaftliche Geographie», 4 Jahrgang) (1889);
- (англ.) Bartlett, Proceedings of the U. S. Navy Inst, т. 7 (1889);
- (англ.) Papers on the eastern and northern extensions of the Gulf-Stream (1889);
- (фр.) Pouchet, «Expériences sur les courants de l'Atlantique nord» (1889).

### Дослідження XX століття
Систематичне дослідження Гольфстриму розпочалося тільки в середині XX ст.. Суттєве зменшення потужності течії, вперше, було  зареєстровано в 1998 році. В подальшому науковці намагалися з'ясувати, чи процес послаблення потужності течії є короткочасним чи довготривалим. Сповільнення Гольфстриму було — зафіксовано.

### Дослідження XXI століття

#### 2010
Навесні і влітку 2010 року було зафіксовано аномалії в картині Гольфстриму. Спираючись на супутникові дані, доктор Джанлуїджі Зангарі, фізик-теоретик з Національного інституту ядерної фізики Італії наголошував на тому, що потужність течії значно зменшилася, спостерігаються розриви. Це він пов'язує з аварією на нафтовій свердловині у Мексиканській затоці. Течія у затоці замкнулась сама на себе, через що приплив теплих вод до Гольфстриму значно зменшився. У 2013 році течія відновила потік, але з відхиленням на 800 миль в бік Гренландії.

#### 2021
У лютому 2021 року було повідомлено, що атлантична меридіональна циркуляція стала слабшою, ніж будь-коли за останню тисячу років, згідно з нещодавно опублікованим дослідженням вчених з Ірландії, Великої Британії та Німеччини. Здебільшого це пов'язане з одним каталізатором, зазначають дослідники: кліматичні зміни, спричинені людиною. Результати дослідження свідчать про те, що Гольфстрим був відносно стабільним до кінця 19 століття. Із закінченням невеликого льодовикового періоду приблизно в 1850 році океанічні течії почали занепадати, а другий, більш різкий занепад триває з середини 20 століття. Водночас, за іншими даними Гольфстрим фактично не зменшувався за останні 30 років.

#### 2023
Станом на 2023 рік, течія Гольфстрим, яка майже повністю регулює океанську циркуляцію, ослабла, як ніколи до цього. Гольфстрим не був таким слабким щонайменше за останні 1600 років, — про це свідчать останні дослідження, які були проведені у Потсдамському університеті. Вчені проаналізували історичні дані та спостереження сучасників. Саме ця течія захищає Європу від холодів Арктики. Якщо Гольфстрим зупинить свій рух, Британія та країни Скандинавії потерпатимуть від холодів. Крім того, це підвищить рівень моря поблизу східного узбережжя Америки, що може призвести до затоплення штату Флорида (США).

#### 2024
На початок 2024 року, за повідомленням Daily Mail, вчені Утрехтського університету в Нідерландах відзначають можливість зупинки Гольфстрим вже в найближчі роки, прогнозуючи це явище на 2025 рік.

## Див також
Північноатлантична осциляція
Зміна клімату